# Neolamprologus splendens
Neolamprologus splendens é uma espécie de peixe da família Cichlidae.
É endémica de República Democrática do Congo.
Os seus habitats naturais são: lagos de água doce.